# Бюзан
Бюза́н (фр. Buzan, окс. Busanh) — коммуна во Франции, находится в регионе Окситания, недалеко от границы с Испанией. Департамент коммуны — Арьеж. Входит в состав кантона Кастийон-ан-Кузеран. Округ коммуны — Сен-Жирон.
Код INSEE коммуны — 09069.

## Население
Население коммуны на 2008 год составляло 21 человек.
| 1962 | 1968 | 1975 | 1982 | 1990 | 1999 | 2008 |
| ---- | ---- | ---- | ---- | ---- | ---- | ---- |
| 33   | 64   | 53   | 51   | 50   | 43   | 21   |

## Экономика
В 2007 году среди 14 человек в трудоспособном возрасте (15—64 лет) 10 были экономически активными, 4 — неактивными (показатель активности — 71,4 %, в 1999 году было 62,5 %). Из 10 активных работали 6 человек (3 мужчины и 3 женщины), безработных было 4 (2 мужчины и 2 женщины). Среди 4 неактивных 1 человек был учеником или студентом, 3 — пенсионерами, 0 были неактивными по другим причинам.